# Riu Llugwy

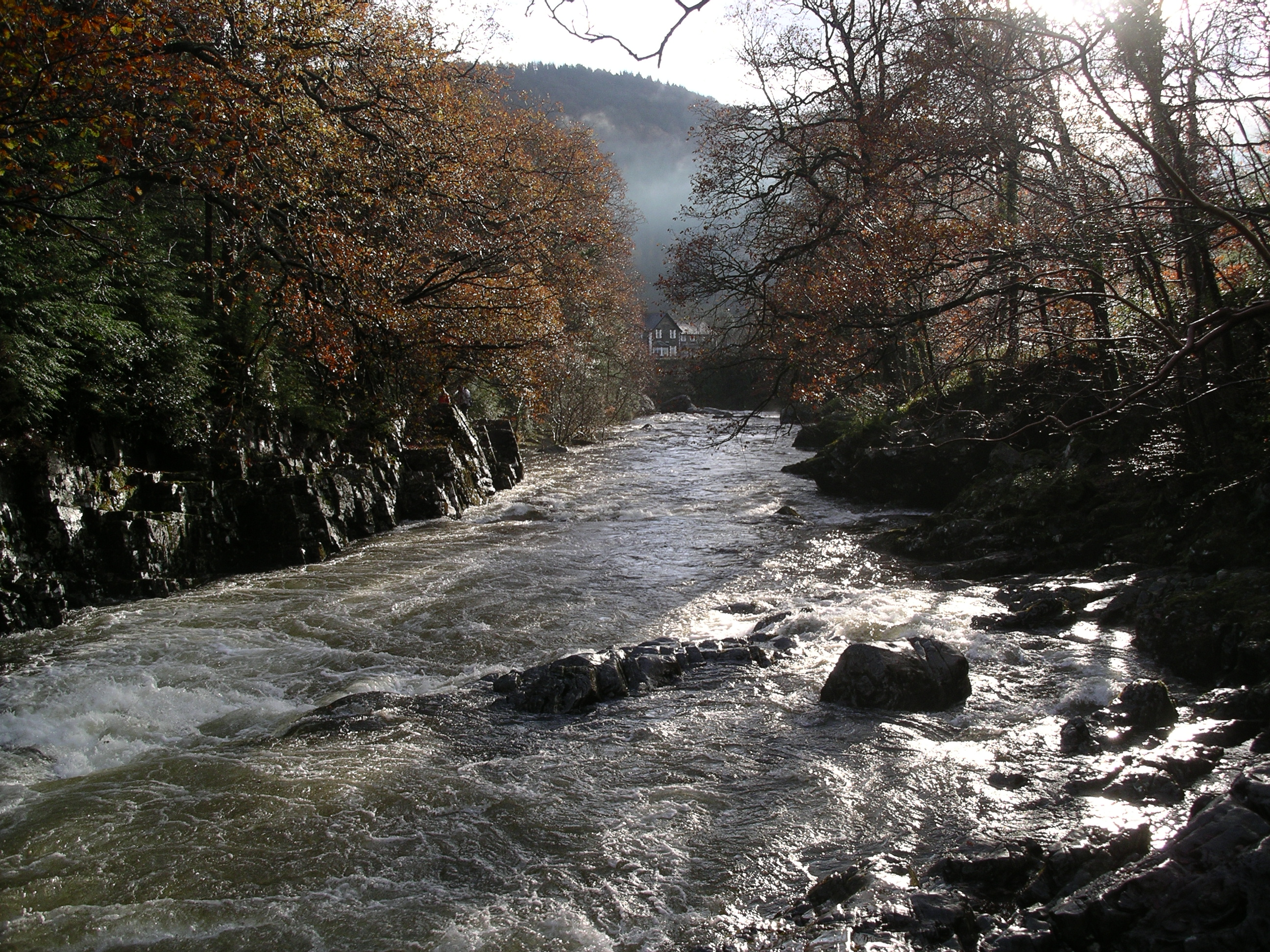
El riu Llugwy prop de Betws-y-Coed

El riu Llugwy (en gal·lès Afon Llugwy) és un afluent del riu Conwy que neix de més amunt de Capel Curig, al nord de Gal·les. La mitjana anual de precipitacions a la zona de naixement del riu és la més alta registrada a Gal·les i Anglaterra. El Llugwy segueix la carretera A5 fins que s'uneix al riu Conwy a l'altura de Betws-y-Coed. Durant el seu recorregut, passa per diverses cascades i és travessat pel Pont del Miner, un pont de fusta molt singular. Ambdues són atraccions turístiques ben populars.
El bonic paisatge al voltant del riu va ser el tema de nombroses pintures i va formar part de moltes exposicions de la Royal Academy.